# Tom Sneddon
Thomas Sneddon (Livingston, 22 agosto 1912 – Chadwell Heath, 11 dicembre 1983) è stato un allenatore di calcio e calciatore scozzese, di ruolo difensore.

## Carriera

### Giocatore
Dal 1937 al 1947 ha giocato nel Rochdale, collezionandovi 47 presenze.

### Allenatore
Nella stagione 1947-1948 ha allenato lo Slovan Bratislava. In seguito ha guidato la nazionale olandese e quella di Hong Kong, con la quale ha vinto un bronzo nella Coppa d'Asia 1956.